# Arno R. Cederberg
Arno Rafael Cederberg, född 2 juli 1885 i Tusby, död 19 oktober 1948 i Helsingfors, var en finländsk historiker.  Han var son till Johan Antero Cederberg.
Cederberg blev docent vid Helsingfors universitet 1913, professor i inhemsk och nordisk historia vid universitet i Dorpat 1919 och filosofie hedersdoktor vid Uppsala universitet 1927. Han ägnade främst sina forskningar åt de svensk-baltiska förbindelserna under Sveriges stormaktstid.
Efter återkomsten till Finland var han tillförordnad professor i allmän historia i Helsingfors och Åbo till 1934, då han blev extraordinarie professor i Finlands och de baltiska ländernas historia vid Helsingfors universitet, senare blev han ordinarie professor. 
Cederberg räknas till den ledande namnen bland finsknationella historiker. Hans forskning gällde främst 1700-talets historia och personhistoria. Cederberg skrev under yngre år delvis under pseudonymen A.R. Saarenseppä. Hans huvudarbete, Suomen historia vapauden ajalla (2 bd, 1942-47), skildrar Finland under frihetstiden.
Cederberg var gift med Solfrid Charlotta Maria Cederberg, född Lagerheim (1896-1942), och hade med henne en dotter översättaren Solfrid Päivi Elisabeth (1922-1995), gift med historikern och arkivarien Stefan Söderlind (1911-2003). Till Cederbergs barnbarn hör professorn i numerisk matematik vid Lunds universitet Gustaf Arno Söderlind och professorn i museologi vid Lunds universitet Solfrid Söderlind.